# Stellantis Hurricane
Il motore Stellantis Hurricane è una famiglia di motori endotermici a ciclo Otto alimentati a benzina, prodotta dalla statunitense FCA US del gruppo Stellantis e in produzione dal marzo 2022.

## Descrizione

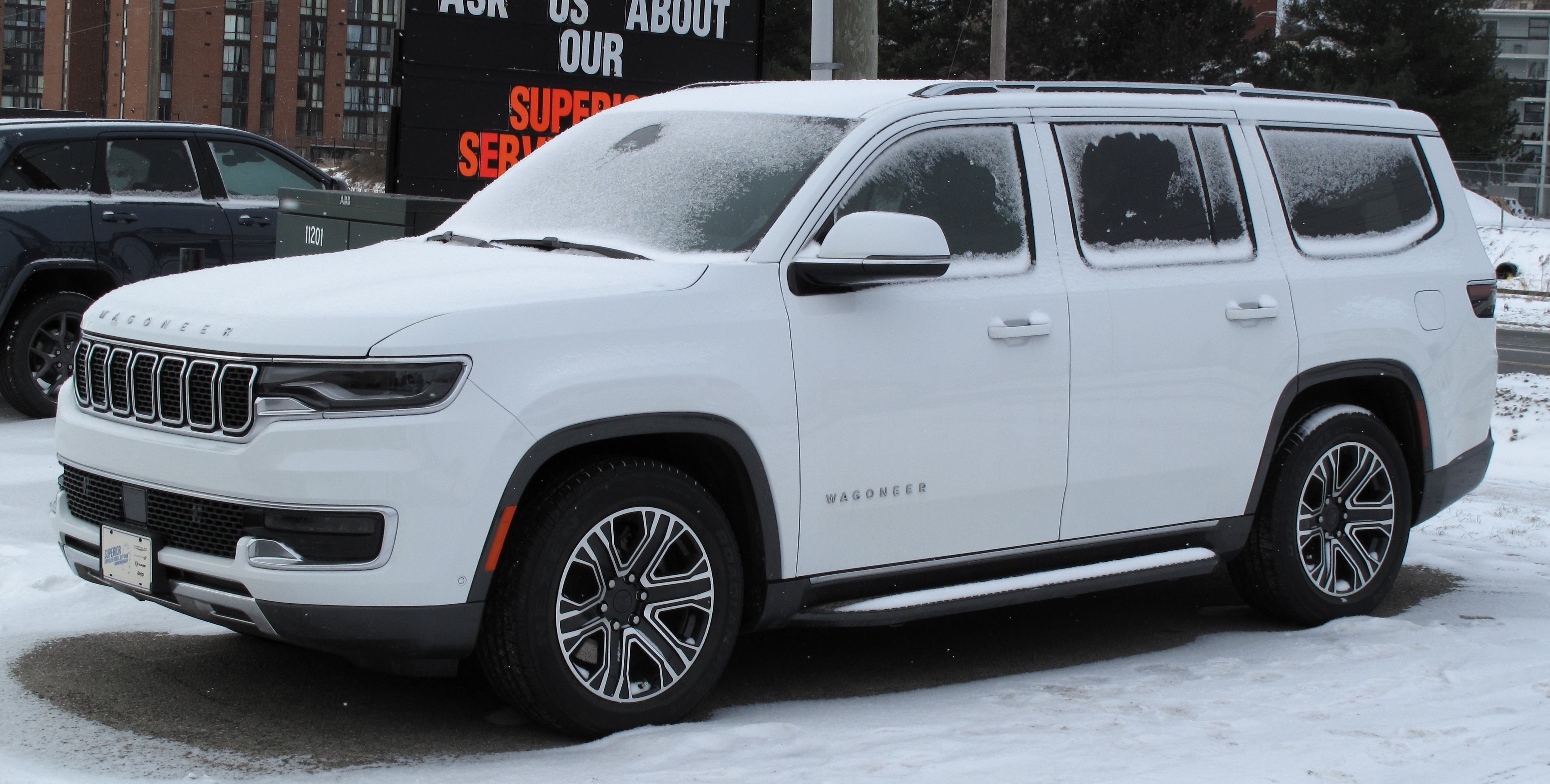
Una Jeep Grand Wagoneer, prima vettura ad adottare questo motore

Il primo propulsore di questa famiglia è un 3.0 litri con architettura a 6 cilindri in linea a iniezione elettronica diretta con sovralimentazione mediante un sistema a doppio turbocompressore twin scroll bi-stadio, monoblocco e testata in alluminio e dotato del sistema per la gestione delle valvole di aspirazione attraverso un comando elettroidraulico. L'intercooler per il raffreddamento dell'aria è a liquido. 
Il motore Hurricane, che è il primo propulsore ad essere sviluppato e prodotto dopo la fusione fra i gruppi FCA e PSA e la nascita del gruppo Stellantis, viene costruito nello stabilimento di Saltillo in Messico a partire da marzo 2022. Il motore è progettato per essere applicato longitudinalmente su autovetture di base con piattaforma a trazione posteriore/integrale e si adatta per essere montato anche su veicoli che sono già dotati di motori V6 o V8. Ha debuttato in due versioni: una standard (denominata SO) da 420 CV (310 kW) e 635 N⋅m di coppia e una ad alte prestazioni (denominata HO) da 510 CV (380 kW) e 680 N⋅m di coppia; entrambe sono fornite di serie del sistema start-stop e sono state progettate per essere dotate di un sistema di elettrificazione ibrida. Oltre alla potenza e coppia erogata, a differenziarli è la diversa pressione di sovralimentazione massima, che è pari a 1,52 bar per la versione Standard Output e a 1,8 bar per quella High Output. Quest'ultima versione inoltre si distingue da quella meno potente per avere i pistoni più leggeri realizzati in alluminio forgiato con le sedi della fascia elastica superiore in alluminio anodizzato e spinotti rivestiti in DLC (diamond like coating) per aumentarne la scorrevolezza e diminuire gli attriti; invece la versione standard ha pistoni in alluminio pressofuso con la sede della fascia superiore in ghisa. 
Nonostante abbia alcune misure come quelle di alesaggio e corsa in comune con il motore Global Medium Engine e alcune componenti relative alle valvole, solo il 5% della componentistica del Hurricane è condiviso con gli altri motori del gruppo Stellantis. Lo sviluppo e la creazione del motore ha richiesto tre anni di progettazione ed è stato eseguito nel centro tecnico di Auburn Hills nel Michigan.
Il primo veicolo ad utilizzare il motore Hurricane è stata la Jeep Grand Wagoneer.

## Applicazioni
- 2022 - Jeep Grand Wagoneer
- 2023 - Ram 1500
- 2024 - Dodge Charger